# 周欣 (1933年)
周欣（1933年10月—），男，河北行唐人，中华人民共和国政治人物，曾任河北省监察厅厅长，河北省人大常委会副主任。